# Thera georgii
Thera georgii är en fjärilsart som beskrevs av George Duryea Hulst 1896. Thera georgii ingår i släktet Thera och familjen mätare. Inga underarter finns listade i Catalogue of Life.